# Skögle göl
Skögle göl är en sjö i Högsby kommun i Småland och ingår i Emåns huvudavrinningsområde.